# 牧野和子
牧野 和子（まきの かずこ、1936年1月17日 - ）は日本の女性声優・俳優。
テアトル・エコーに所属していた。長野県出身。

## 略歴
長野県須坂東高等学校卒業。
信越放送劇団を経て、1954年4月、劇団文芸座に入団。『なべぶた物語』のユメ子役が初舞台。1961年4月、テアトル・エコーに入団し活動。2005年に退団後は、息子が経営する会社がある海外に在住している。

## 出演作品

### テレビアニメ
1969年
- ひみつのアッコちゃん（1969年 - 1970年、トン子、タケシ、真次、キヨシ、三太郎、一郎、義経、洋、雪川）

1970年
- 魔法のマコちゃん（絹代[3]）
- いなかっぺ大将

1971年
- 原始少年リュウ（1971年 - 1972年）
- ふしぎなメルモ（昭吾の母）

1972年
- 国松さまのお通りだい（のぶ夫の母）
- ど根性ガエル（1972年 - 1973年）

1973年
- 空手バカ一代（1973年 - 1974年、夜の女 他）
- ワンサくん（リリーおばさん）

1975年
- アラビアンナイト シンドバットの冒険

1977年
- 家なき子（カトリーヌ叔母）

1978年
- 無敵鋼人ダイターン3（ラッドの母）

1982年
- 二死満塁（森田ヒサ）

### 劇場アニメ
1980年
- 11ぴきのねこ（ネコF）

1982年
- 対馬丸 —さようなら沖繩—（マサ）

1983年
- ナイン

1985年
- ごんぎつね（あさ）

1987年
- 王立宇宙軍 オネアミスの翼（読経老婆）

### 吹き替え

#### 映画
- 暗黒街の復讐（アレクシス）
- アンナ・カレーニナ
- 怒りの河 ※フジテレビ版
- 美しい冒険（カテリーヌ〈エバ・マリア・マイネケ〉）
- おかしな求婚（ヘンリエッタ・ローウェル〈エレイン・メイ〉）
- 外套
- カラマーゾフの兄弟
- ギャラクシー・オブ・テラー/恐怖の惑星（トランター船長）※TBS版・BD収録
- グッドフェローズ
- 現金に手を出すな
- 地獄の高速道路（アリス〈ジャンヌ・モロー〉）
- シャレード ※テレビ朝日版
- 戦争と平和（ナターリャ・ロストワ）※VHS版
- 太平洋の虎鮫（キャロル〈ナンシー・オルソン〉）
- チェーホフのかもめ（ポリーナ）
- チェンジリング（ジョアンナ・ラッセル〈ジーン・マーシュ〉）※テレビ東京版・BD収録
- 天使にラブ・ソングを…（シスター・ラザラス）※ソフト版
- 天使にラブ・ソングを2（シスター・ラザラス、リタの母）※ソフト版
- 賭博者
- 花嫁のパパ（ジョアンナ・マッケンジー）
- 花嫁のパパ2（ジョアンナ・マッケンジー）
- ビッグ・ビジネス ※ソフト版
- ピンク・キャデラック
- 復活
- 北京のふたり（シュウ審判長〈ツァイ・チン〉）
- ポケット一杯の幸福 ※NET版
- マネキン
- 牝牛と兵隊（ヘルガ）※東京12ch版
- メリー・ポピンズ（ケイティ・ナナ〈エルザ・ランチェスター〉、鳩の餌を売る老女）※ソフト版
- ヨハン・シュトラウス/白樺のワルツ
- リーサル・ウェポン2/炎の約束 ※ソフト版

#### ドラマ
- 刑事コロンボシリーズ
  - 偶像のレクイエム（ジーン・デイヴィス）
  - 策謀の結末（キャロル・ヘミングウェイ）※NHK版
- 逃亡者 第11話（キャシー役〈サンディ・デニス〉）
- ナイルに死す（アラートン夫人）

#### アニメーション
- アラジン
- コルドロン（オルドゥー[3]）
- スヌーピーとチャーリーブラウン（マーシー）
- ダンボ（キャティ）※1983年再公開版
- 101匹わんちゃん（ナニー）

### 特撮
1968年
- ウルトラセブン（第14・15話のドロシー・アンダーソンの声）

1972年
- 変身忍者 嵐（サイレンの声[要出典]）

1979年
- 新・仮面ライダー（ドロニャンゴーの声）

### テレビドラマ
- 三つ首塔（1972年）
- 雑居時代（1973年） - 看護師
- へんしん!ポンポコ玉 第6話（1973年） - 野村夫人
- 熱中時代 第24話「3年4組「フィーバーズ」二連敗」（1979年） - 3年4組児童の母親
- 飛んで火に入る春の嫁（1998年）

### 舞台
- 狐と狸
- 表裏源内蛙合戦
- 地下は天国
- プラザスイート
- 正しい殺し方教えます
- サンシャインボーイズ（再演）
- ら抜きの殺意

### 教育番組
- ムシムシ大行進（1972年）